# Hélène Grimaud
Hélène Grimaud (Aix-en-Provence, 7 de noviembre de 1969) es una pianista francesa de música clásica.

## Formación
Esta pianista francesa es una de las más destacadas intérpretes de su generación. Desciende de una familia con distintos acervos culturales: por parte de padre tiene la rama judía sefardí del Norte de África, y por su madre de judíos de Córcega. Su familia cambió de apellido (de Grimaldi a Grimaud) antes de que naciera. A la edad de siete años descubre el piano y empieza su formación con Jacques Rouvier. Estudia en el conservatorio de Marsella junto a Pierre Barbizet. Es aceptada en 1982, a la corta edad de trece años, y gana el premio del Conservatorio de París. Estudió con György Sándor (alumno de Bela Bartok) y Leon Fleisher (alumno de Maria Curcio y de Arthur Schnabel) hasta 1987.

## Carrera musical
Tenía quince años cuando grabó la Segunda Sonata de Serguéi Rajmáninov, una obra exuberante que requiere medios pianísticos de primer orden, una ciencia del sonido, de la organización de los planos sonoros, una idea superior de la forma y una gran inspiración para mantener la distancia. Gana el Gran Premio del Disco de la Academia Charles Cros por esta grabación. Hélène Grimaud salió victoriosa de esta primera grabación, salvando todos los obstáculos, tocando con sabio desenfreno, organizando de forma magistral esa gran forma cíclica tan difícilmente puesta de relieve por otros pianistas.
Pero su carrera aún no estaba lanzada. Durante el verano de 1987, con la modestia y sentimiento de duda que caracterizan su personalidad, Hélène Grimaud corrió el riesgo de presentarse ante Jorge Bolet, que daba clases públicas de interpretación en el Festival Internacional de Piano de La Roque d'Anthéron (sur de Francia). Cuando ya la conocían los especialistas, Hélène Grimaud tocó para el gran pianista americano de origen cubano. Eligió "Après une lecture du Dante", de Franz Liszt, ante Jorge Bolet que es quizá su mejor intérprete. Quedó entusiasmado.
En 1987 inicia su carrera como solista, en un recital junto a la Orquesta de París dirigida por Daniel Barenboim. 
Hélène Grimaud ha tenido otros encuentros altamente formadores, al frecuentar asiduamente el Festival del violinista lituano Gidon Kremer, en Lockenhaus (Austria), ha participado en numerosos festivales y conciertos en el mundo entero y tocado con los mejores directores y orquestas.
Es una de las artistas más populares en Francia gracias a la sensibilidad de su forma de tocar, su espontaneidad, su capacidad para comunicar con el público, para captar su atención en cuanto sube al escenario.
En los años noventa se estableció en el estado de Florida donde su novio era profesor de fagot. En 1995 debuta con la prestigiosa Orquesta Filarmónica de Berlín, bajo la batuta de Claudio Abbado y en 1999 con la Orquesta Filarmónica de Nueva York dirigida por Kurt Masur. 
Sus interpretaciones han sido alabadas por la crítica recibiendo menciones y premios, entre estos la Grabación Musical Cannes del año, el Diapason d'Or, Grand Prix du Disque y el Record Academy Prize de Japón, por su depurado estilo musical.
La música romántica alemana es el corazón de su repertorio. Grimaud consigue que el repertorio tradicional suene raramente contemporáneo. Después de sus primeros discos insatisfactorios para la propia artista, Grimaud empezó a concebir sus discos como propuestas unitarias, en los que las obras que los integran mantienen algún tipo de conexión espiritual. El CD  Credo  tendía un arco de un siglo a otro: la  Sonata op. 31 N°2  y la  Fantasía coral  de Beethoven quedan enmarcadas por la  Fantasia on an Ostinato  de John Corigliano y  Credo  de Arvo Pärt. En las notas al disco, explica que "la respiración de la Tempestad resuena en la Fantasía coral  y en el Credo  de Pärt". Por otro lado la pieza de Corigliano deriva del Allegretto de la Sinfonía N° 7. En el disco siguiente, Reflection, Grimaud se concentró en el trío amoroso y musical que formaban Robert Schumann, su mujer Clara, y Johannes Brahms. La pianista logró su registro más apreciado por la crítica, por su versión del Concierto en la menor de Schumann, que ya había grabado antes para el sello Erato. Esta nueva lectura fue definida en la revista inglesa Gramophone como "una de las más conmovedoras y explosivas". 
Después lanza el  Concierto para piano n.º 5, "Emperador"  (con Vladimir Jurowski al frente de la Staatskapelle Dresden) y la Sonata op. 101, de Beethoven en las que le interesa, más que el  pathos, la dimensión intelectual de esa música. 
En 2013 publica su grabación de los dos conciertos de Brahms fruto de su estrecha afinidad con el compositor. Andris Nelsons dirige a la Orquesta Sinfónica de la Radio de Baviera en el Primer Concierto y a la Orquesta Filarmónica de Viena en el Segundo. Con su pasión y convicción musical, Hélène Grimaud, junto con Andris Nelsons y dos de las mejores orquestas del mundo, escala el “Everest” del repertorio concertístico para piano y orquesta. “La música de Brahms expresa la vida reducida a su esencia emocional”, dice. “Tocar el Primer Concierto equivale a verte absorbida dentro del drama mismo de la vida del joven compositor. El Segundo Concierto es como un gigantesco recuerdo: una delicada y dulce meditación”.
Su último disco para Deutsche Grammophon es Agua. Combina piezas para piano de compositores del siglo XIX y XX, incluyendo a Berio, Ravel, Liszt y Debussy, y reúne dos interpretaciones de un proyecto de dos años en colaboración con el compositor y productor, Nitin Sawhney. Grimaud dice que es un álbum diseñado para ser escuchado de principio a fin. "Básicamente, se le lleva desde la última nota de Berio y que conduce a la primera nota de Takemitsu y así sucesivamente ", dice Grimaud. Las piezas discurren como el agua que se desplaza por diferentes estados de ánimo.
Es un conjunto de ocho piezas, como Wasserklavier de Luciano Berio (1925-2003), Almería de Isaac Albéniz (1860-1909) y Rain Tree Sketch II de Toru Takemitsu (1930-1996), enlazadas por siete intervalos compuestos por el londinense Nitin Sawhney (1964). Barcarolle de Gabriel Fauré (1845-1924), Jeux d'eau de Maurice Ravel (1875-1937), Les jeux d'eau à la Villa d'Este de Franz Liszt (1811-1886), In The Mists de Leos Janácek (1854-1928) y La cathédrale engloutie de Claude Debussy (1862-1918), completan su selección, en la que el criterio, muy subjetivo, fue la abstracción, excluyendo piezas programáticas, como por ejemplo 'Ondine', de Ravel.

## Estilo interpretativo
Respecto a su forma de entender el instrumento comentó en 2010: "Alguien me dijo que lo interesante del piano es que "hay muchas cosas que deben suceder antes de que la música empiece a salir". Creo que eso es correcto y uno se puede distraer, lo cual también es bueno. Hay tanto que sucede en el piano, uno tiene una dimensión polifónica, las voces medias, una dimensión vertical y una horizontal y por supuesto que eso también es lo que lo hace maravilloso. Me gusta la soledad del instrumento, es como un león en la sabana, noble y solitario."
De acuerdo con su afinidad con el precepto del movimiento romántico alemán, el artista debe penetrar en las profundidades de la creatividad a través de una comunión con la naturaleza. "No me gusta ver la música clásica como algo bonito, elegante, refinado y a lo que se saca brillo, me gusta porque te hace aceptar riesgos, porque implica aventura, emoción e instinto", dice. Su manera de ser y de entender la vida y el arte es una mezcla de lucha, aventura e individualismo "Todo es parte de lo mismo, todo está relacionado, la vida salvaje, con la música, son elementos del instinto y el misterio. Es lo que nos hace sentir que pertenecemos a algo más grande, algo que puede ser divino o que simplemente está dentro de nosotros y se llama alma, emoción...". "En el movimiento romántico de Alemania y en el Barroco, decían que el arte no ha inventado nada, que está recreando cosas que ya estaban en la naturaleza", añade. Como ella, afirma, muchos artistas han desarrollado esta conexión con el entorno natural para llevar a cabo sus creaciones. 
Sus pianistas favoritos son Glenn Gould y Sviatoslav Richter, pero más decisivos resultaron en su formación Daniel Barenboim y Martha Argerich. Una idea temprana de la pianista francesa es que la música es un fenómeno menos acústico que mental. Tal vez por eso, como Glenn Gould y otros músicos, prepara las obras lejos del instrumento, en la intimidad del papel.

## La defensa de los animales y otros intereses
La pianista es una activista a favor de la protección de los lobos y lidera actualmente una fundación. Hélène Grimaud estudia el comportamiento de este animal tras haber obtenido todos los diplomas necesarios. No se trata de un pasatiempo: Hélène Grimaud es corresponsal de varias organizaciones científicas. Esta mujer solitaria y secreta comparte su vida con una jauría de lobos, de la que nunca se aleja mucho tiempo. La música y la conservación de la fauna pueden no parecer tener mucho en común en la superficie, pero Grimaud ha dicho que la ayudan a encontrar lo que realmente importa. La pianista francesa creó en Nueva York un centro de conservación de lobos, porque "tienen mucho mito, muchas historias y misterios, que no son verdad; eso es lo que los hace interesantes". Desde 1999, su centro organiza conferencias, visitas guiadas, proyecciones de películas y recitales musicales.
De su experiencia con los lobos dice: "Se aprende a conocer a otro ser en sus términos, lo cual es una gran lección de humildad, basada en escuchar y prestar atención y ser consciente. Se trata de vivir en el momento y que la interacción tiene que ser 100 por cien física, intelectual, emocional, espiritual." Pero eso no es lo que encuentra más interesante de este depredador en peligro de extinción. Los lobos nos recuerdan un tema más amplio que afecta a todo el planeta. "Hay que salvar el hábitat. No se puede hablar seriamente de la preservación de la especie sin hablar de su hogar. Se trata de la salud del ecosistema en general"
Grimaud tiene la particular capacidad conocida como sinestesia, que en su caso la hace representar la música con los colores. A veces, cuando toca el piano o escucha música, experimenta los sonidos en color. Su sinestesia es consistente. Para ella, re menor es siempre de color azul oscuro, do menor es siempre negro, sol es verde, fa es rojo, y si bemol es de color amarillo. "El color cambia con cada modulación, pero el color dominante es el de la tonalidad en la que está escrita la pieza. No sucede cada vez que se toca o escucha música y no ayuda necesariamente a memorizar la música, pero es sin embargo una cosa hermosa de experimentar", ha dicho al respecto.

## Como escritora
Además de su carrera artística y del centro de conservación de lobos, Grimaud también escribe y ya ha publicado tres libros:

### Variations sauvages, Robert Laffont, 2003
Variations sauvages es una obra autobiográfica, a la vez profunda y llena de humor, donde la artista describe su infancia, su adolescencia y su juventud, insumisa, en un mundo que no cesa de querer imponerle sus reglas que ella rechaza. Traducido a una decena de lenguas, el libro es destacado por Bernard Pivot en el Journal du dimanche: «Une passionnante autobiographie, beaucoup plus romanesque que la plupart des romans de l'année », (Una apasionante autobiografía, mucho más novelesca que la mayor parte de las novelas de la temporada).

### Leçons particulières, Robert Laffont, 2005
Leçons particulières tiene una dimensión más filosófica y poética. Hélène Grimaud se interroga sobre el sentido de su vida : los conciertos, los viajes, la búsqueda de la perfección, el tiempo que se le escapa. Se plantea cuestiones fundamentales sobre la existencia, la música o la felicidad, a través de cuentos marcados por el encuentro con seres misteriosos. En Le Point, André Tubeuf : « Une vraie histoire et un beau livre avec, par endroits, des fulgurations d'écriture et d'images » (Una historia auténtica y un buen libro con momentos fulgurantes de escritura e imágenes).

### Retour à Salem, Albin Michel, 2013
Hélène Grimaud también ha escrito el prólogo a diversas obras :
- Shaun Ellis et Monty Sloan, Le Loup, sauvage et fascinant, Michel Lafon, 2006 (ISBN 2749905389)
- Stéphane Barsacq, Johannes Brahms, Actes Sud, 2008 (ISBN 9782742778348)
- Alfred Cortot, Aspects de Chopin, Albin Michel, 2010 (ISBN 9782226195906)

## Discografía
En Denon
- Rachmaninoff: Sonata para piano n.º 2 (1986)
- Chopin: Ballade n.º 1, Liszt Après une Lecture de Dante, Schumann Sonata para Piano (1987)
- Schumann: Kreisleriana; Brahms: Sonata para piano n.º 2 (1989)
- Brahms: Sonatas para piano n.º 2 & 3, Klavierstücke (1992)
- Rachmaninoff: Concierto para piano n.º 2, Ravel: Concierto para piano (1993)

En Erato
- Schumann: Concierto para piano; Richard Strauss: Burlesque (1995)
- Brahms: Piezas para piano Op. 116–119 (1996)
- Gershwin: Concierto para piano; Ravel: Concierto para piano (1997)
- Brahms: Concierto para piano n.º 1 (1998)

En Teldec
- Beethoven: Concierto para piano n.º 4, Sonata para piano n.º 30, Sonata para piano n.º 31 (1999)
- Rachmaninoff: Concierto para piano n.º 2; Preludio Op. 32/12; Études-Tableaux Op. 33/1, 2 y 9; Variaciones sobre un tema de Corelli (2001)
- Beethoven: Concierto para piano n.º 4, Schumann: Concierto para piano, Op. 54 (2003)

En Deutsche Grammophon
- Credo. John Corigliano: Fantasía sobre un ostinato; Beethoven: Sonata para piano n.º 17 "Tempestad", Fantasía coral; Arvo Pärt: Credo (2003)
- Chopin | Rachmaninoff (2005)
- Bartók: Los conciertos para piano (on the third) (2005)
- Reflection (2006)
- Beethoven: Concierto para piano n.º 5 "Emperador", Sonata para piano n.º 28 (2007)
- Bach: Varios (2008)
- Resonances. Mozart: Sonata para piano n.º 8; Berg: Sonata op. 1; Liszt: Sonata en si menor; Bartok: Danzas folclóricas rumanas (2013).
- Mozart: Concierto para piano n.º 19 & n.º 23; Ch'io mi scordi di te? Con la soprano Mojca Erdmann.
- Brahms: Conciertos para piano n.º 1 & n.º 2 con las Orquestas de la Radio de Baviera y Filarmónica de Viena y Andris Nelsons (2013).
- Water [Edición limitada] (2016).

En Philips
- Schumann: Sonata para violín y piano, Op. 105. Con Gidon Kremer al violín. Grabado en julio de 1989 en Lockenhaus Festival 1982-1992 A Decade of Music-Making (1997).

En ACA Digital Recording, Inc
- Bassoon Music Of The Americas, Composers on Bassoon Music Of The Americas: Alvin Etler, Waldir Azevedo, Jose Siqueira, Magda Santos/Pó, Pixinguinha, Heitor Villa-Lobos, Willson Osborne. Con Jeff Keesecker al fagot (2002)